# Katlenburg-Lindau
Katlenburg-Lindau település Németországban, azon belül Alsó-Szászország tartományban. Lakosainak száma 7114 fő (2023. december 31.).

## Népesség
A település népességének változása:
| Lakosok száma | 7099 | 7052 | 7005 | 7036 | 7144 | 7114 |
|               | 2016 | 2017 | 2019 | 2021 | 2022 | 2023 |